# Barbapapa
Barbapapa is een boekenreeks en tekenfilmserie, genoemd naar de fantasiefiguur die er de hoofdrol in speelt. De naam is afkomstig van het Franse "barbe à papa", dat suikerspin betekent (letterlijk vertaald 'baard van papa').

## Achtergrond
Eind jaren 60 van de 20e eeuw werd Barbapapa voor het eerst getekend door de Franse studente architectuur Annette Tison en de Amerikaanse biologieleraar Talus Taylor. Het eerste boek, in het Frans, werd in 1970 gepubliceerd. De eerste uitgever die brood zag in het concept was Frank Fehmers van Frank Fehmers Productions (FFP) in Amsterdam, nadat Taylor het manuscript aan enkele Europese uitgevers had aangeboden die weliswaar interesse toonden, maar terugdeinsden voor de publicatiekosten. Daarop maakte FFP er een coproductie van en werd de eerste editie uitgegeven in het Nederlands, Frans, Engels en Amerikaans Engels. De Amerikaanse uitgever weigerde overigens om het tweede Barbapapa-boek uit te brengen omdat daar een zwarte Mama in voorkwam. Een paar jaar later, toen er al meerdere titels waren verschenen, breidde Frank Fehmers het project uit met televisiefilms in samenwerking met Joop Visch van Polyscope/Polygram, waarvoor de storyboards waren gemaakt door Taylor. Na 12 jaar verbraken Fehmers en Tison/Taylor hun zakelijke banden. Uiteindelijk zijn de Barbapapa-boeken in meer dan 30 talen vertaald.
Vanaf 1973 werd Barbapapa als tekenfilmserie geproduceerd. Deze eerste serie bestaat uit 45 afleveringen van 5 minuten (eerst met de stem van Leen Jongewaard; Wieteke van Dort leende haar stem voor de liedjes). De tweede serie telt 48 afleveringen van 5 minuten (met de stemmen van Edwin Rutten, Aart Staartjes, Leen Jongewaard en Marijke Merckens). Hierdoor werd Barbapapa bij een veel groter publiek bekend. In 1999 verscheen nog een derde serie. Deze laatste serie, gebaseerd op de reiservaringen van het echtpaar Tison en Taylor, bestaat uit 50 afleveringen van 5 minuten.
De Barbapapa's kunnen hun gedaante in iedere gewenste vorm brengen. Vlak voordat ze naar een nieuwe vorm veranderen roepen ze vaak "Huup, huup, Barbatruc". Dit gebeurt niet voor elke gedaanteverwisseling.

## Boeken
Een tiental boeken zijn verschenen. Buiten deze reeks zijn ook andere boeken verschenen.  
- Barbapapa (Barbapapa - 1970)
- Barbapapa op reis (Le voyage de Barbapapa - 1971)
- Het huis van Barbapapa (La maison de Barbapapa - 1972)
- Barbapapa redt de dieren (L'arche de Barbapapa -1974)
- De school van Barbapapa (L'école de Barbapapa - 1976)
- Met Barbapapa naar de kermis (Le théâtre de Barbapapa - 1978)
- De boom van Barbapapa (L'arbre de Barbapapa - 1991)
- Barbapapa op vakantie (Les vacances de Barbapapa - 1995)
- Barbapapa in de winter (L'hiver de Barbapapa - 2004)
- Barbapapa op Mars (Barbapapa sur Mars - 2005)

## Tv-series

### Eerste serie
De eerste serie bestaat uit drie delen. Er is één verteller die alle stemmen op zich neemt.

#### Eerste deel
In het eerste deel wordt Barbapapa geboren uit de grond in de tuin van Michiel. Eerst wordt hij naar de dierentuin gebracht door de ouders van Michiel.
Barbapapa ontdekt in de dierentuin dat hij van vorm kan veranderen, hij ontsnapt en redt vervolgens mensen uit een brandend appartementsblok. Vervolgens mag hij bij Michiel en zijn ouders en broertje wonen, in het tuinhuisje.
In het tweede deel voelt Barbapapa zich ongelukkig. De dokter stelt vast dat hij gezelschap nodig heeft en dat ze op reis moeten om een Barbamama te vinden. Barbapapa, Michiel en Annabel (een vriendin van Michiel) gaan eerst over de zee naar Londen, vervolgens met de metro en daarna met een trein naar India, en daarna naar de Verenigde Staten.
Na New York gaan ze naar het platteland en dan vliegen ze de ruimte in. Ook daar is geen Barbamama. Vervolgens gaan ze terug naar huis. Iedereen is blij dat ze er weer zijn en dan komt Barbamama uit de grond. Ze gaan samen in het tuinhuisje wonen en krijgen zeven kinderen.

#### Tweede deel
In het tweede deel wordt het tuinhuis te klein voor de negen Barbapapa's. Tijdens een storm raakt niet iedereen binnen en gaat het huis stuk.
Michiel weet een leegstaande straat en ze verhuizen naar een grote villa. Die maken ze helemaal mooi en kopen spullen. Maar ze zijn er nog niet ingetrokken of de straat wordt al helemaal gesloopt.
De Barbapapa's moeten vervolgens intrekken in een klein appartementje, waar absoluut geen plaats genoeg is voor hun negenen.
Dan gaan ze op zoek naar een lege plaats en bouwen een huis van een soort verhardende substantie met de naam "barbaplastic", ietwat gelijkaardig aan cement. Daar trekken ze in. Vervolgens beleven ze allerlei avonturen en maken ze dingen mee.

#### Derde deel
In het derde deel gaan de avonturen door, maar ligt de focus iets meer op dieren. De Barbapapa's worden nog duidelijker dierenliefhebbers en -beschermers. De jagers worden bijvoorbeeld weggejaagd uit het bos, door de Barbapapa's die zich in enge wezens veranderen.
In de laatste afleveringen ziet men een toekomstige wereld waar alles vervuild is. Eerst bouwen de Barbapapa's een burcht waar de dieren in mogen, maar ze vergeten het plafond en er komt nog steeds vervuilde lucht binnen. Dan gaan de Barbapapa's en dieren op zoek naar een groene planeet waar ze een tijdje leven. Door de telescoop van Barbabenno zien ze een tijd later dat de mensen de Aarde schoonmaken. Dan gaan ze terug, wordt Barbapapa een draaimolen en is er feest.

### Tweede serie
De tweede serie bestaat ook uit drie delen. Anders dan de vorige serie gaan deze niet over een bepaald thema, maar beleven de Barbapapa's allerhande willekeurige avonturen die doorgaans niet met elkaar te maken hebben. De verhaallijnen zijn vaak iets vreemder en meer vergezocht dan in de eerste serie. Ook krijgen de Barbapapa's elk andere stemmen, die vaak nogal volwassen en vreemd klinken. De rol van verteller, als die er is, wordt door "Barbapapa" op zich genomen.

### Derde serie
In de derde serie gaan de Barbapapa's op wereldreis en bezoeken ze alle continenten en verschillende gebieden. De serie bestaat ook uit drie delen, maar deze zijn niet echt duidelijk aangezien er steeds een paar afleveringen over een bepaald gebied gaan en ze dan weer verder trekken. Een duidelijke thuiskomst is er niet, maar die gebeurt waarschijnlijk nog wel (refererend aan het openingsnummer; "Wij komen heus weer thuis").
Aangezien deze serie aanzienlijk nieuwer is, zien de figuren er nieuwer uit. De stemmen zijn ook anders. Hier krijgt "Barbamama" de vertellersrol.
De karaktereigenschappen van de personages worden ook meer uitgewerkt; Barbaborre houdt hier bijvoorbeeld ook van eten (hoofdzakelijk popcorn) en is steeds samen met zijn trouwe hond, Lolita, die nieuw is in de serie en een prominente rol toebedeeld krijgt.

## Personages

### De hoofdpersonen
- Barbapapa: de vader en de protagonist (hoofdrolspeler). Hij is roze en meestal peervormig. Barbapapa begon zijn leven als roze balletje, onder de grond in de tuin van Michiel en Annabel.
- Barbamama: de partner van Barbapapa, en moeder. Ze is zwart. Samen krijgen ze zeven kinderen die ieder een eigen kleur hebben.
- Barbabee is een gele jongen en houdt van dieren en kan ermee communiceren in hun eigen taal.
- Barbalala is een groen meisje en houdt van muziek.
- Barbabientje is een oranje meisje en houdt van boeken en theater.
- Barbabob is een zwarte harige jongen en houdt van kunst.
- Barbabella is een paars meisje en houdt van schoonheid.
- Barbabenno is een blauwe jongen en houdt van wetenschap en techniek.
- Barbaborre is een rode jongen en houdt van detective spelen, sport en heldendom.

### Overige personages
- Michiel is een jongen, in zijn tuin zijn de Barbapapa's geboren.
- Annabel is een vriendin van Michiel [2]. Ze spelen vaak met de Barbapapa's.
- Lolita is een zwart-wit gevlekt, ondeugend hondje dat in de derde serie voorkomt.

## Begintune
De begintune van de Nederlandse versie van de eerste en tweede serie werd geschreven door Joop Stokkermans. De tekst (Haal op het doek voor Barbapapa!) is van de hand van Harrie Geelen. De tune werd ingezongen door Leen Jongewaard. Hij was ook de voice-over bij de serie.
De begin- en eindtune van de derde serie zijn gecomponeerd door Kenichi Kamio. De Nederlandse versie is ingezongen door Nicoline van Doorn.